# جون والاس (سياسي)
جون والاس هو سياسي كندي، ولد في 18 نوفمبر 1812 في نيو برونزويك في كندا، وتوفي في 1896. حزبياً، نشط في الحزب الليبرالي الكندي. وقد انتخب عضو مجلس العموم الكندي.